# Primary Life Support System

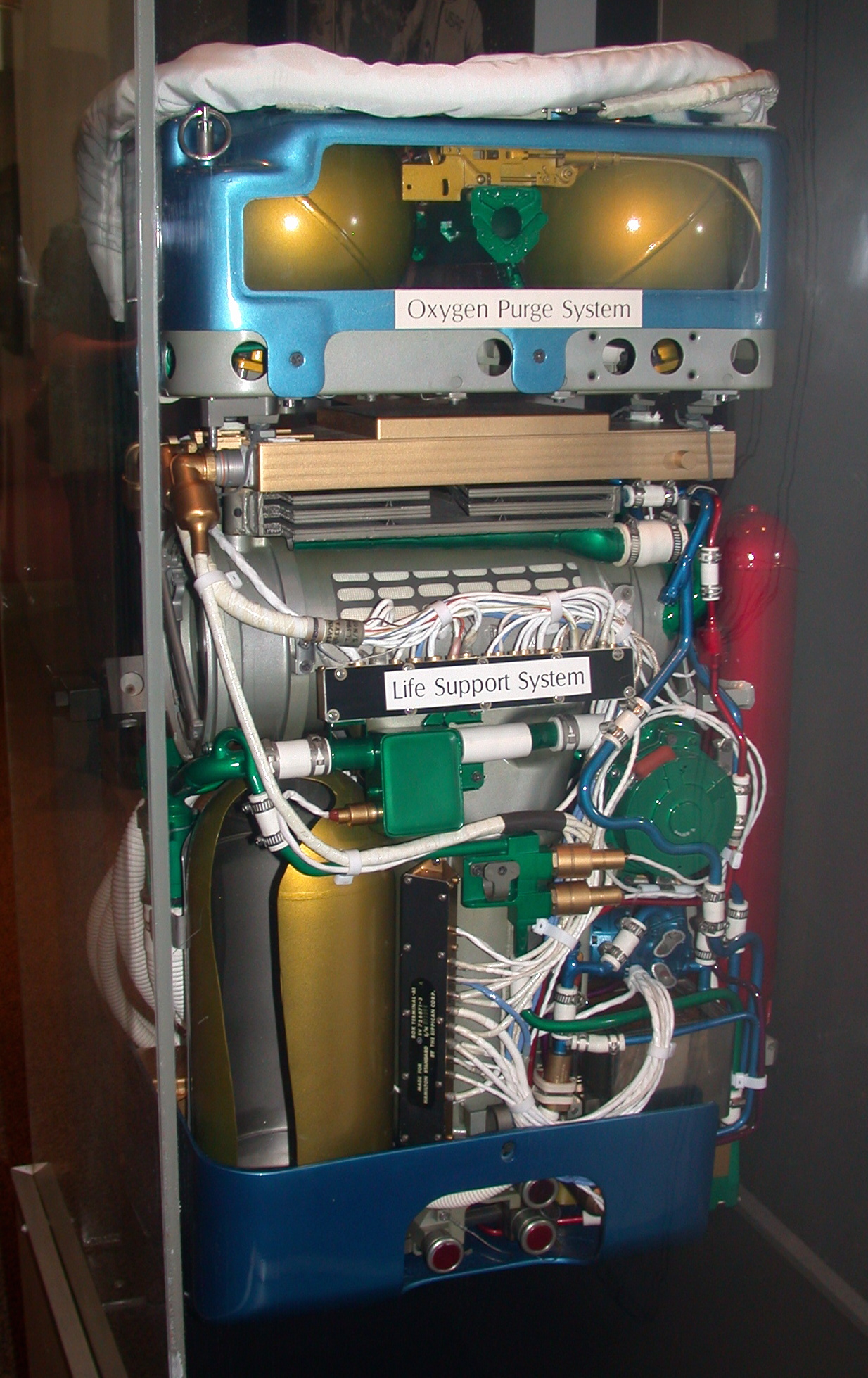
Il PLSS della tuta A7L

Il Primary (o Portable) Life Support System, o PLSS, è lo zaino della tuta spaziale e riproduce in scala ridotta il sistema di supporto vitale del veicolo spaziale.
Tra le funzioni cui assolve il PLSS vi sono:
- regolare la pressurizzazione della tuta
- fornire ossigeno per la respirazione
- smaltire l'anidride carbonica, l'umidità e le polveri presenti nell'aria
- raffreddare il liquido dell'LCVG
- monitorare ogni parametro della tuta

## Dettagli
Il sistema di smaltimento dei gas serve per eliminare l'anidride carbonica (CO2), l'umidità ed eventuali particelle solide, lasciando inalterato l'ossigeno, che verrà quindi reintrodotto nella tuta da un'apertura dietro alla testa.
Una volta convogliati i gas all'interno del PLSS, il carbone attivo purifica l'aria eliminando gli odori, mentre l'idrossido di litio elimina il biossido di carbonio.
Un sublimatore infine condensa il vapore acqueo e raffredda l'ossigeno.